# Gaya gracilipes
Gaya gracilipes är en malvaväxtart som beskrevs av Karl Moritz Schumann. Gaya gracilipes ingår i släktet Gaya och familjen malvaväxter. Inga underarter finns listade i Catalogue of Life.